# Rentestruktur
Rentestruktur er et begreb der anvendes til at beskrive de løbende ændringer og forskydninger i rentekurven.
Forskydninger i rentestrukturen kan f.eks. skyldes udlandets rentekurver, konjunkturer, den førte finanspolitik i det pågældende land, vækst, arbejdsløshed, inflation og andre makroøkonomiske parametre m.m.

## Rentestrukturer og investeringer
For obligationsinvestorer er det vigtigt at vide, hvordan rentestrukturen ser ud, både før, under og efter en investeringsbeslutning træffes. Vigtigst for en obligationsinvestor er det at vurdere, hvordan rentestrukturen kan forventes at udvikle sig i fremtiden, for at opnå det højest mulige afkast på en obligationsinvestering. Mange forskellige begivenheder kan påvirke rentestrukturen og derved obligationerne som investeringer på både kort, mellemlangt og langt sigt. Normalt påvirkes obligationer forskelligt på baggrund af, hvilken løbetid obligationerne er udstedt med (se evt. rentekurve).

## Normal og invers rentestruktur
Normalt viser rentestrukturen et svagt stigende forløb henover årene, sådan at langfristede obligationer har en højere effektiv rente end kortfristede obligationer. Det skyldes, at usikkerheden alt andet lige er større, jo længere løbetiden for et aktiv er. I nogle situationer oplever man imidlertid, at den effektive rente på korte obligationer er højere end renten på lange obligationer. Det kaldes en invers rentestruktur og kan være et tegn på, at der er uro i markedet og usikkerhed om fremtiden, hvor man forventer faldende pengepolitiske renter i fremtiden for at afbøde en forventet økonomisk nedtur.